# 蘇卡諾
蘇卡諾（出生名：Koesno Sosrodihardjo；1901年6月6日—1970年6月21日）是印度尼西亚（印尼）政治家，為印尼民族独立运动领袖及首任印尼總統，在位長達22年，1959年至1966年間並兼任印尼總理。因為親共立場被蘇哈托推翻，1967年起被軟禁直到死去。其大女儿梅加瓦蒂為第五任总统。

## 早年

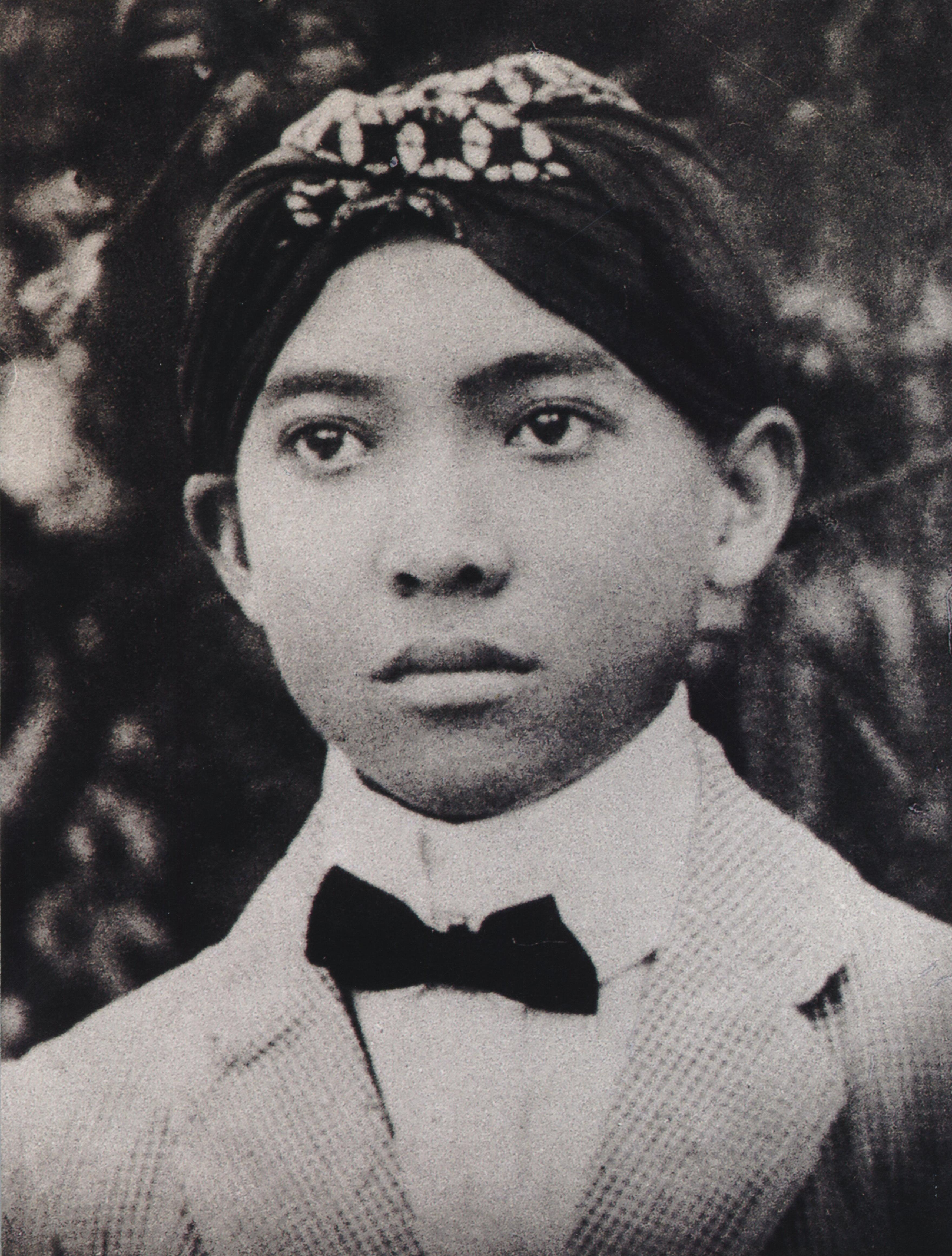
1916年的苏加诺

蘇加諾出生于印尼東爪哇泗水。父亲苏克米·索斯罗迪哈尔乔为一名教师，而母亲Ida Ayu Nyoman Rai来自布勒冷县。小学毕业后，苏卡诺就前往惹班的歐洲人小學（Europeesche Lagere School）就读。1916年，苏卡诺前往國民中學读书。高中毕业后，他在前往万隆理工学院修读土木工程学，并于1926年毕业。

## 政治生涯
1927年7月4日，创立印度尼西亚民族协会并出任其主席，號召印尼人民團結合作爭取印尼脫離荷屬東印度獨立。次年，印度尼西亚民族协会改名为印度尼西亚民族党。蘇卡諾因此曾遭到荷蘭殖民當局分別於1932年及1934年逮捕入獄。直到第二次世界大戰日本帝國占領印尼期間（1942年至1945年），蘇加諾被釋放，他也曾經與日軍合作對抗荷蘭殖民地軍隊。

## 印尼獨立
1945年，蘇加諾提出著名的建国五项原则，同年8月17日印尼宣布独立，成立印度尼西亚共和国。蘇卡諾出任印度尼西亚共和国第一任总统。之後蘇卡諾曾領導印尼人民對抗1946年入侵印尼欲重新展開殖民的荷蘭軍隊。及後，在美國的斡旋下，1949年印尼與荷蘭在海牙舉行會議並達成協定。1949年12月27日，荷蘭完全由印尼撤軍，將統治權交給新成立的印度尼西亚联邦共和国，蘇卡諾成為獨立後首任總統，被稱為是印尼建國的國父。

## 执政

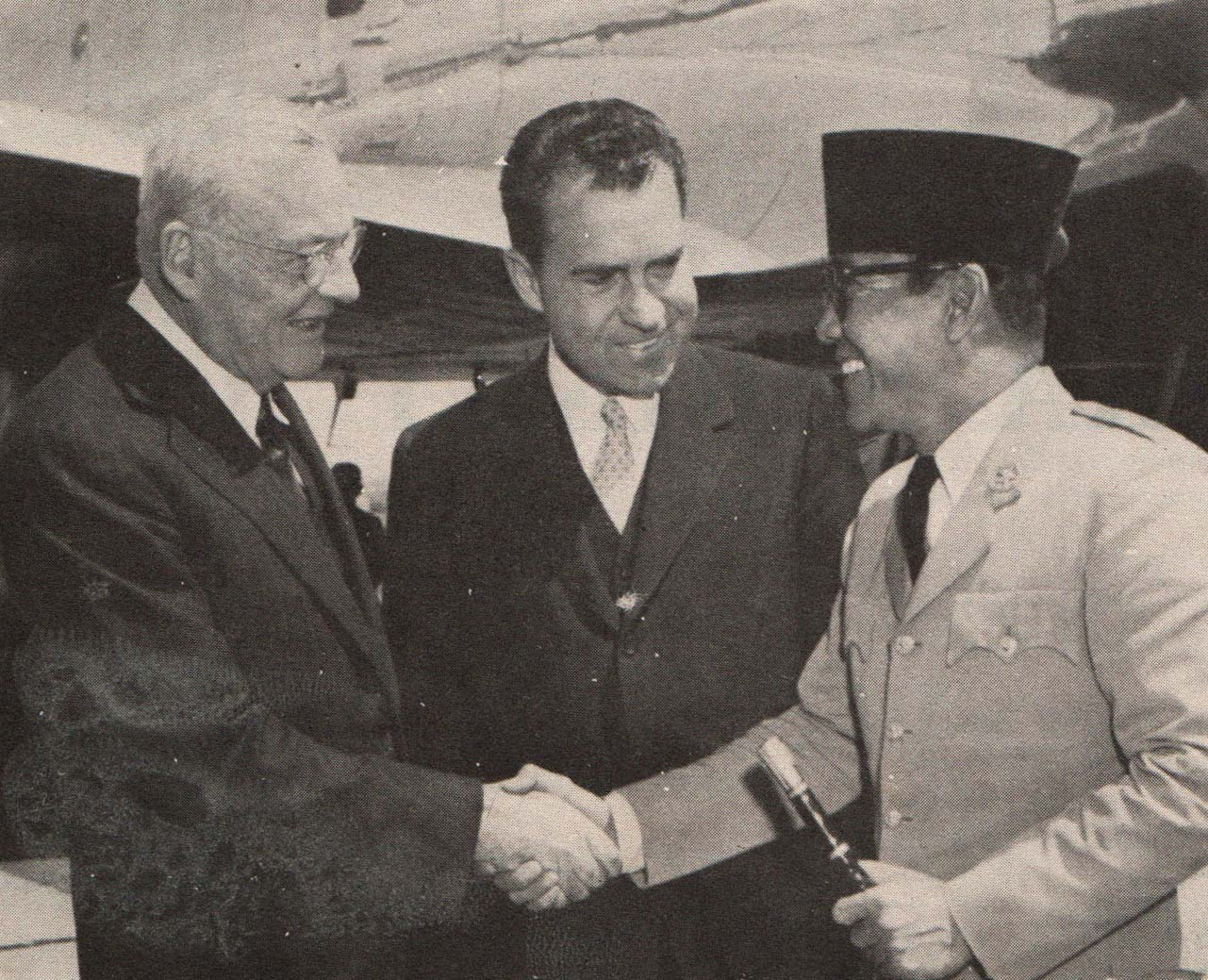
1956年苏加诺（右）与美国国务卿约翰·福斯特·杜勒斯（左）和美国副总统理查德·尼克松（中）会面

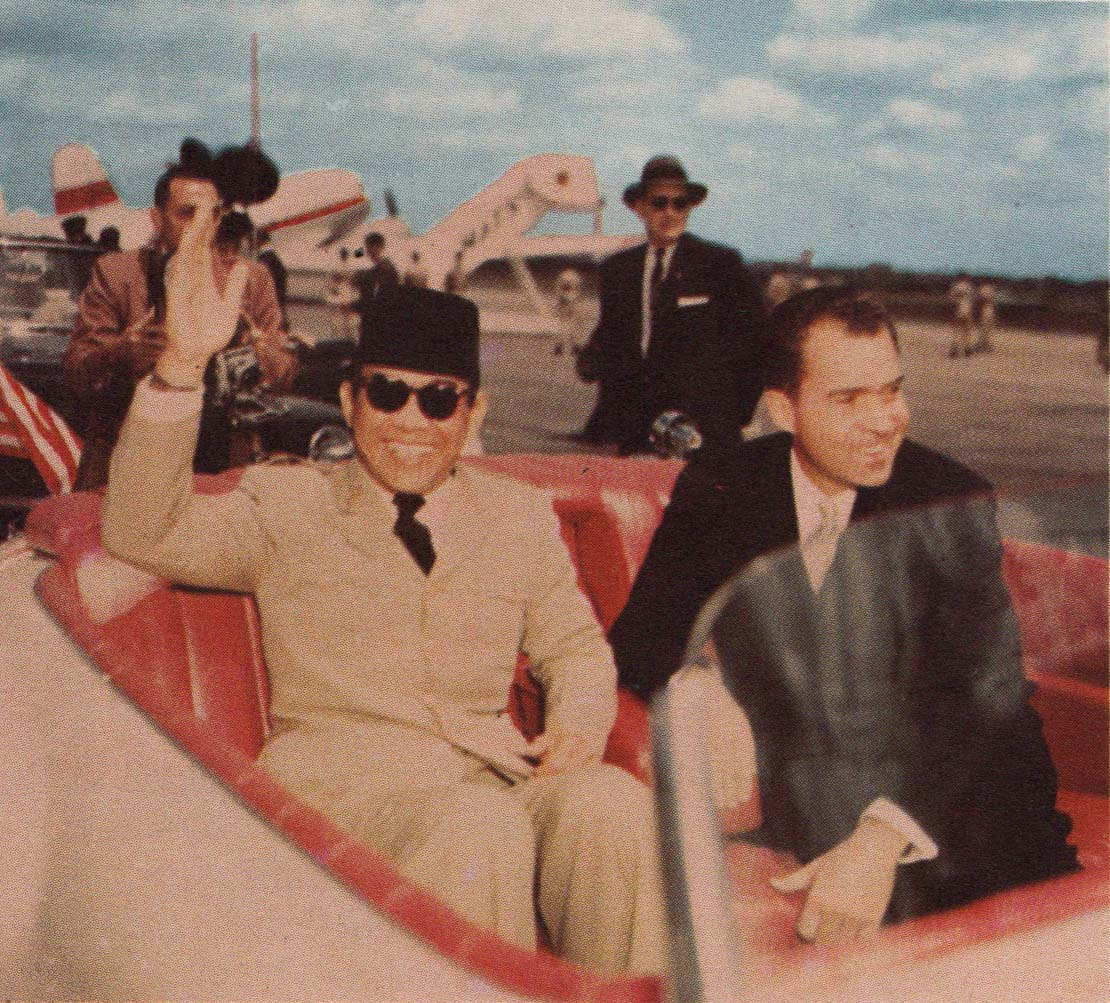
苏加诺与尼克松

蘇加諾主政期間，印尼在医疗、教育和文化方面取得了一定的进步，民族自尊心亦大大加强，但在民主發展和经济方面却十分失败。苏加诺力主奉行不結盟運動。他較為傾向伊斯蘭社會主义，提倡“玛尔哈恩主义”，推行“纳沙贡”政策，实行“指导民主”。他與中華人民共和國關係密切，1954年與其建立外交關係。他主張「大印度尼西亞」，把馬來亞、新加坡、沙巴及砂拉越視為印度尼西亞的一部分，1962年宣稱「馬來西亞是新殖民地產物」，1962年—1966年支持砂拉越以當地華人為主的北加里曼丹共产党游擊隊（砂拉越於1963年加入馬來西亞），反對馬來西亞建國，导致印尼與馬來西亞關係惡化，也导致印尼在1965年1月到1966年9月之間暫時退出聯合國。

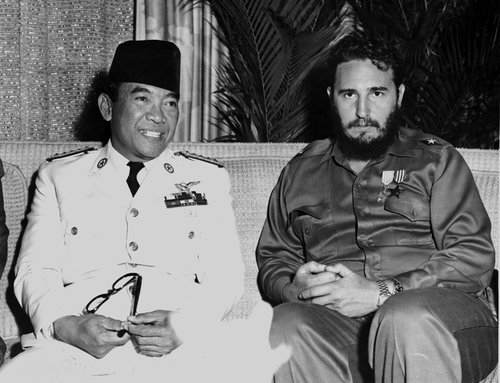
1960年，苏加诺访问古巴哈瓦那，与古巴總理菲德爾·卡斯特罗会谈

自建國後，蘇加諾一直實施軍事獨裁統治，藉由平衡右翼軍方反對勢力及印度尼西亞共產黨維持其權力。1957年2月21日發表演講，提出「指導式民主」。1959年7月，以行政命令廢止1950年憲法，恢復1945年憲法。1960年解散國會，同年6月建立由自己控制的國會。

## 被推翻下台

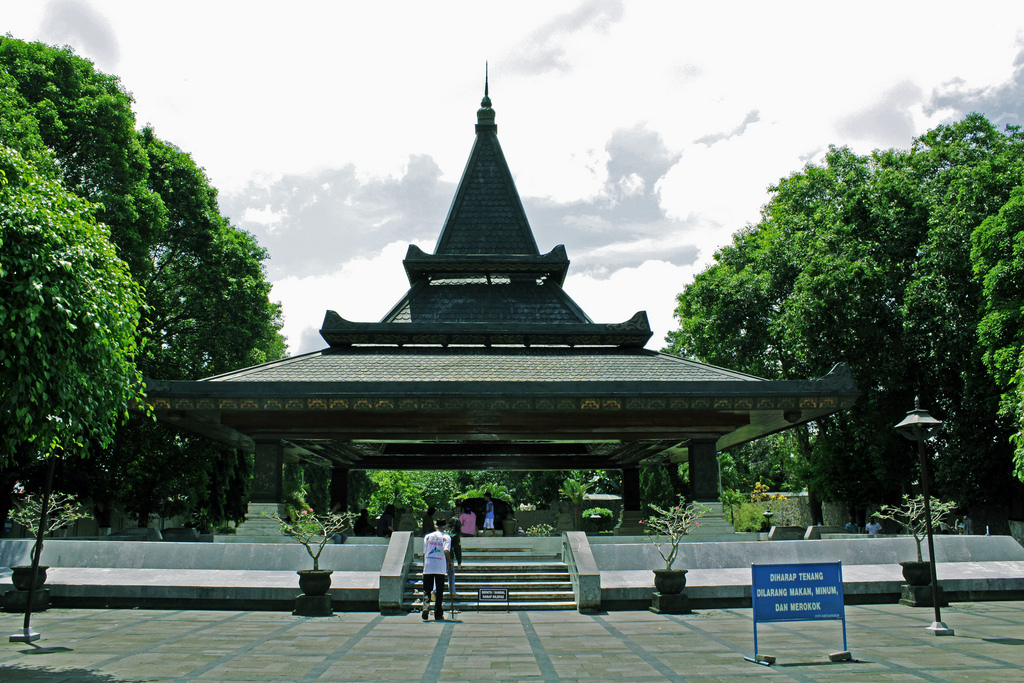
蘇卡諾陵寢

1965年9月30日，印度尼西亞发生了“九·三〇”事件，部分印度尼西亞共产党意图推翻苏加诺政权，后事情败露被处决，軍事強人蘇哈托鎮壓叛軍後掌握大權。蘇卡諾被迫於1967年下台並被軟禁在茂物，至1970年6月21日因肾衰竭病逝。蘇卡諾的大女儿梅加瓦蒂曾於2001年－2004年擔任第五任印尼总统。

## 评价
2015年9月27日，马来西亚前首相马哈迪·莫哈末在接受苏卡诺教育基金会颁发的“苏卡诺之星”时，称苏卡诺是一位对人民和国家充满热爱的人。他说：“让来自不同部落和地区的数亿人意识到他们是一个印尼民族，这是一项伟大的成就。”

## 家庭

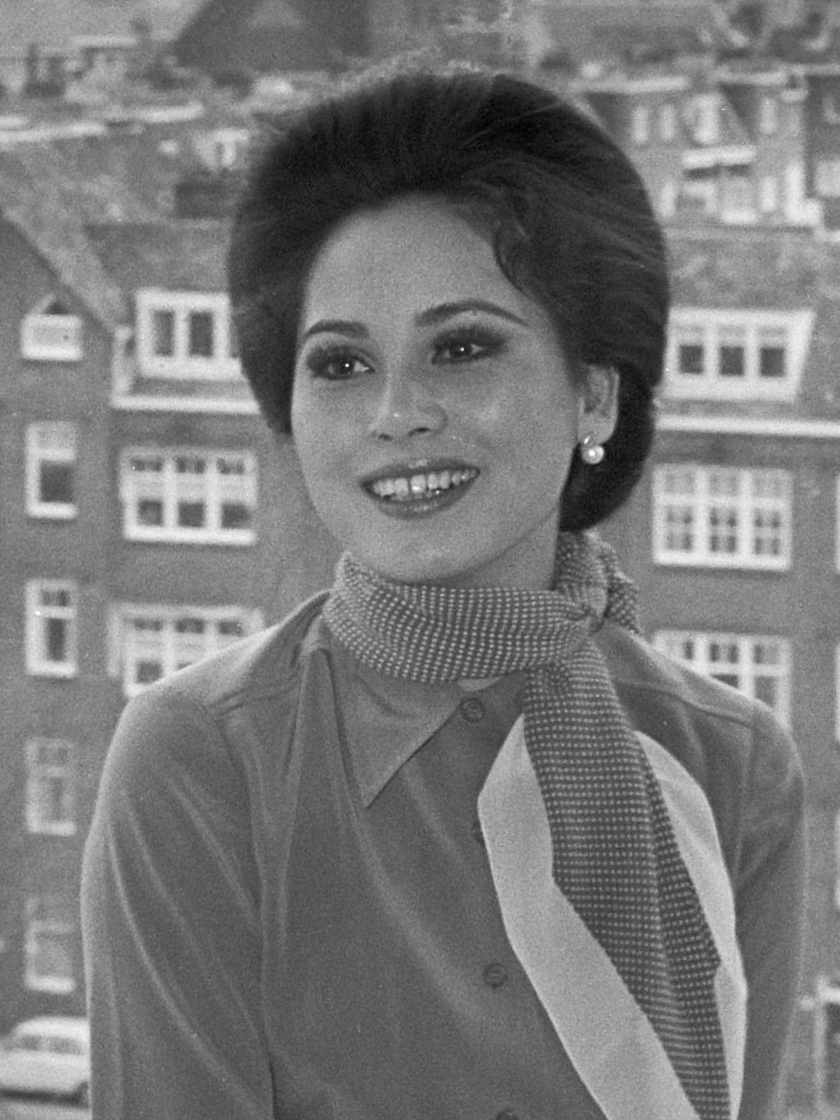
黛薇

據說，蘇加諾至少結過六次婚，女友和情婦無數。正式成為妻子的有4位。

### 第一任妻子英吉特
蘇加諾的第一任妻子是英吉特，比蘇加諾大12歲，他們在20世紀30年代後期結婚。英吉特不但是蘇加諾的忠貞伴侶，也是蘇加諾反對荷蘭殖民統治、爭取民族獨立的親密戰友。
第二次世界大戰後，日本帝國主義宣告無條件投降，1945年8月17日，蘇加諾發表了《8·17獨立宣言》，宣告印尼共和國誕生，蘇加諾被推舉為第一任共和國總統，年過半百的英吉特為了讓總統有個年輕美貌的第一夫人，主動和蘇加諾離婚，並將自己年僅17歲的養女法瑪瓦蒂許配給蘇加諾。
英吉特是一位人格高尚，感情樸實，富有犧牲精神的婦女，她一向忠於和支持蘇加諾的事業，關心蘇加諾的安危。1970年6月21日蘇加諾逝世時，已是耄耋之年的英吉特，仍不顧勸阻，步履維艱地到蘇加諾的靈柩前弔唁前夫。

### 第二任妻子法瑪瓦蒂
法瑪瓦蒂秀外慧中，她和蘇加諾結婚後，生有一男三女，大女儿梅加瓦蒂·苏加诺普翠為第五任印尼总统。蘇加諾總統是爪哇族人，而法瑪瓦蒂是蘇門答臘的馬來族人，他們之間在語言和生活習慣上都有差異，加上法瑪瓦蒂性格倔強，為人剛直不阿，有獨立的見解，更不依附權勢，因此與蘇加諾時有摩擦。1954年，當她發現蘇加諾總統愛上哈蒂妮時，便憤然離開總統府與蘇加諾分居。
法瑪瓦蒂離開蘇加諾之後，仍繼續從事政治活動，並擔任印尼全國婦女協會主席，在政壇上活躍一時。由於她在人民群眾中享有較高的威望，雖然和國父、總統蘇加諾已分手多年，但一直被尊為“國母”和“第一夫人”。

### 第三任妻子哈蒂妮
哈蒂妮是爪哇族人，在同蘇加諾結婚前，她是美孚石油公司一位高級職員的妻子，已育有5個子女。哈蒂妮長得比“國母”法瑪瓦蒂漂亮。她雍容典雅，性格溫柔，多愁善感。哈蒂妮經常披著輕紗外出，此時的她，猶如含苞欲放的茉莉花，既俊俏水靈，又芳香四溢。
正當“黑雲壓城城欲摧”之際，蘇加諾總統向國人發表廣播演說:“我是一位虔誠的穆斯林，一向恪守伊斯蘭教教規。既然真主允許穆斯林同時娶四個妻子，那麼，我同哈蒂妮的結合自然是合法和合理的。真主祝我和哈蒂妮幸福!”這樣，一場沸沸揚揚的反對“國父重婚”的風波戛然而止。哈蒂妮從不在公開場合露面，一直隱居在茂物的總統別墅內。哈蒂妮同蘇加諾婚後又生了兩個男孩。哈蒂妮擁有印尼第二夫人的稱號。

### 第四任妻子黛薇
蘇加諾曾經娶舊名為「根本七保子」的日本陪酒小姐黛薇，也是國際著名八卦新聞。

## 荣誉

### 外国勋章奖章
- 圣雅各之剑大十字勋章（葡萄牙語：Ordem Militar de Sant'Iago da Espada）（葡萄牙，1960年3月31日公布[8]）